# Magnet (objet)
Pour les articles homonymes, voir magnet.

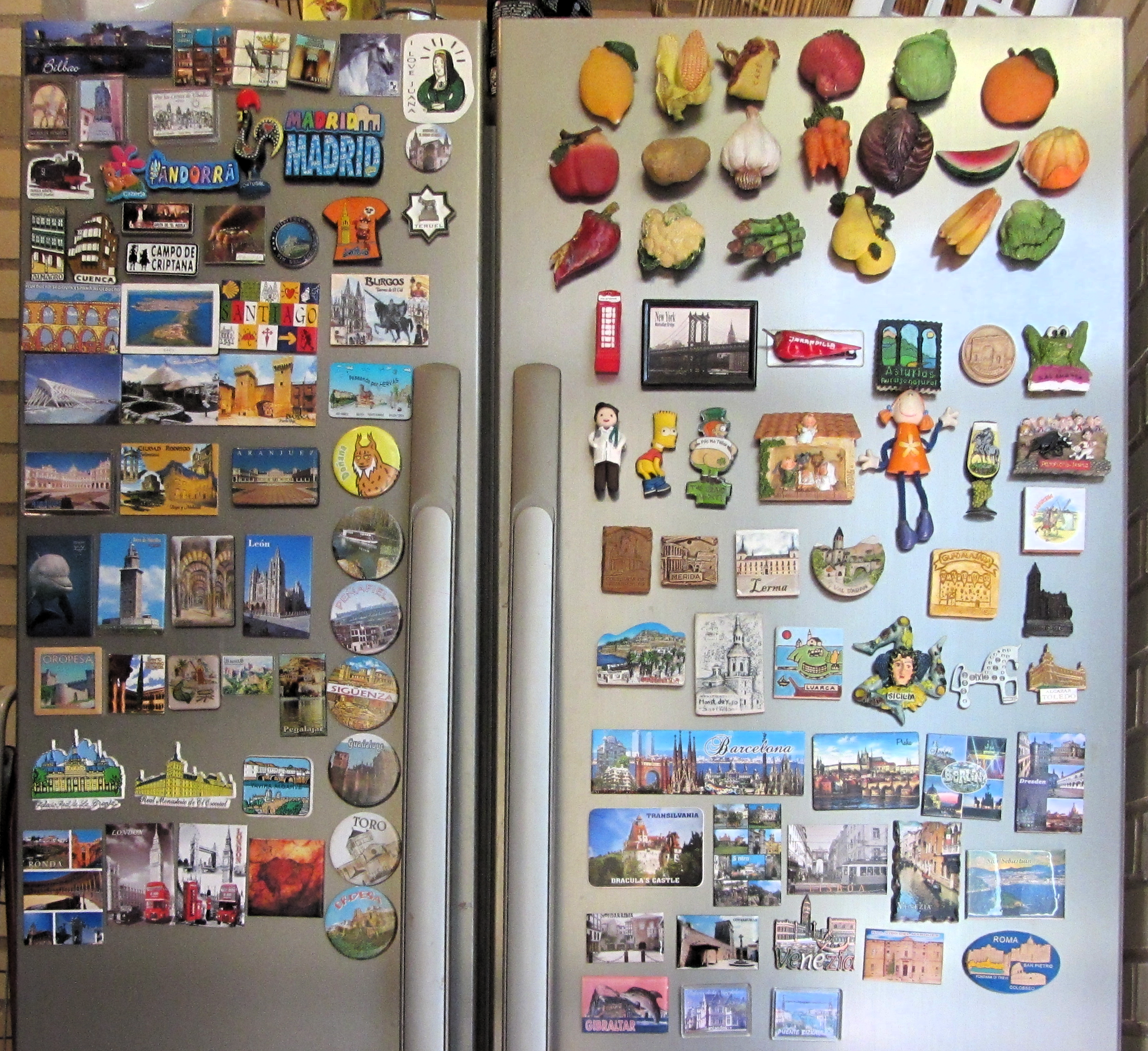
Portes de réfrigérateur couvertes d'aimantins.

Un aimantin, ou magnet par anglicisme, est un objet décoratif qui se fixe à son support à l'aide d'un aimant. Le plus souvent appliqué sur les portes des réfrigérateurs, il est utilisé, entre autres, comme support publicitaire ou comme souvenir de voyage.